# Francis Sejersted
Francis Sejersted, född 8 februari 1936 i Oslo, död 25 augusti 2015 i Oslo, var en norsk historiker. 
Sejersted var fram till 1998 professor i ekonomisk historia vid Universitetet i Oslo. Han blev 1985 ledamot av Det Norske Videnskaps-Akademi, 1997 utländsk ledamot av svenska Kungliga Vetenskapsakademien och 2001 ledamot av Det Kongelige Norske Videnskabers Selskab. Han är också ledamot av Det Norske Akademi for Sprog og Litteratur. Han tilldelades Sverre Steen-priset 2005. Sejersted var ledamot 1982-1999 av Norska Nobelkommittén, varav åren 1991-1999 som ordförande.
År 1999 utnämndes han till hedersdoktor vid Linköpings universitet.